# ناماهاگه

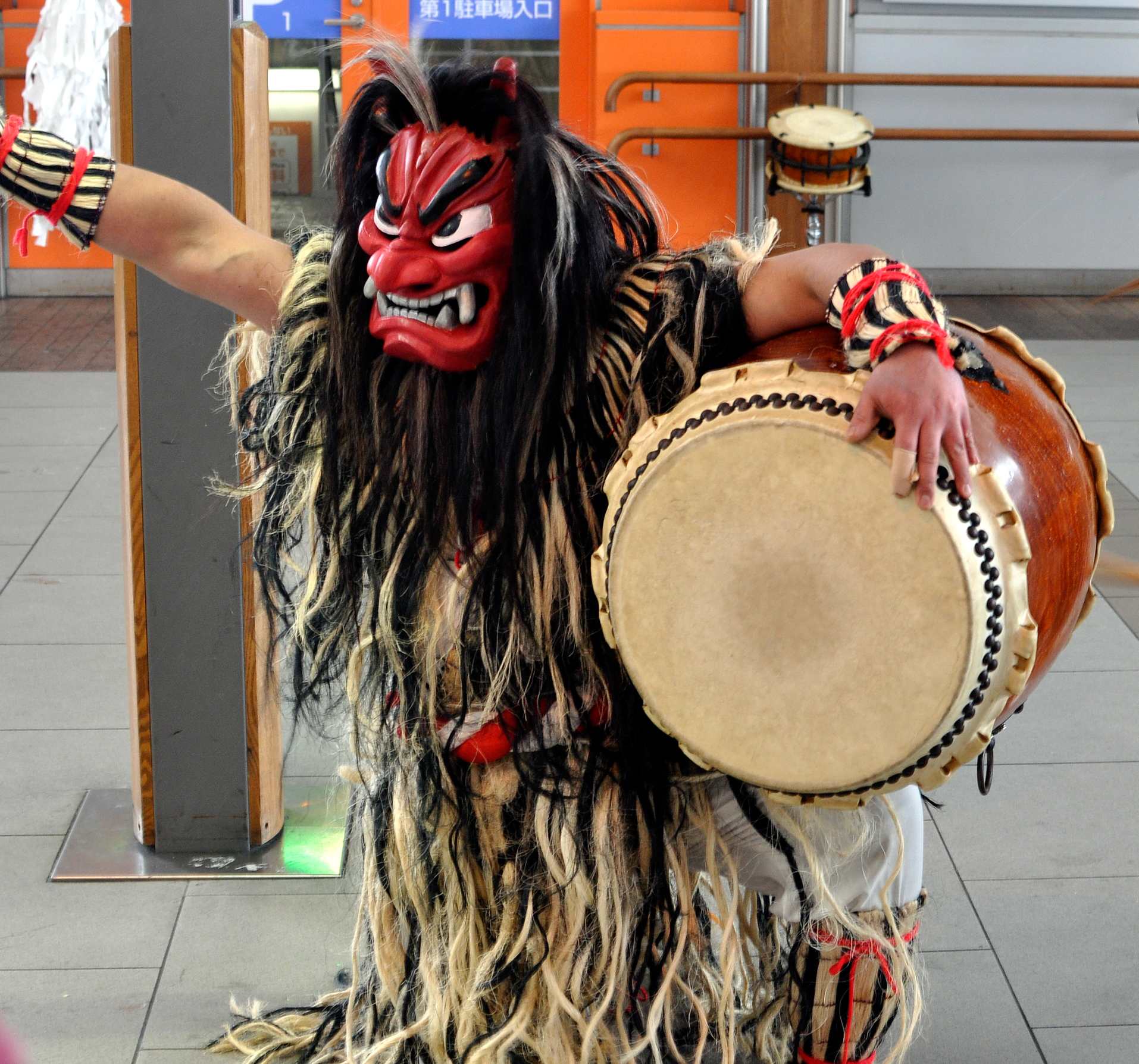
یک نوازنده طبل رقصنده با لباس ناماهاگه، در ایستگاه آکیتا، ناماهاگه-دایکو را اجرا می‌کند.

ناماهاگه (生剥げ, なまはげ) موجوداتی به شکل دیو هستند که توسط مردانی با ماسک‌های بزرگ اونی (اوگر) و شنل‌های حصیری سنتی (مینو) در طول مراسم سال نو، در فولکلور محلی شمال ژاپن در منطقه شبه‌جزیره اوگا در استان آکیتا به تصویر کشیده می‌شوند. آن‌ها یوکای ترسناک و دیو شکلی هستند که در کوهستان‌های امتداد ساحل شمالی دریای ژاپن زندگی می‌کنند. آن‌ها شبیه اونی هستند، با پوستی به رنگ قرمز یا آبی روشن، موها و چشمان وحشی، دهان‌های بزرگ پر از دندان‌های تیز، و اغلب شاخ‌هایی که از پیشانی‌شان بیرون زده است.

## شرح مختصر
ناماهاگه توسط مردانی که ماسک اونی به صورت می‌زنند و کت‌های بلند حصیری یا مینو می‌پوشند که در زبان محلی به آن کدِه یا کِنده می‌گویند به تصویر کشیده می‌شوند. آن‌ها به چاقوهای دِبا (معمولاً چاقوهای تقلبی ساخته شده از چوب یا پاپیه ماشه) و یک تئوکه (手桶?, «سطل‌دستی» از جنس چوب)
 مجهز هستند. سالی یک بار، در طول کوشوگاتسو - اولین ماه کامل سال نو، ناماهاگه از کوه‌ها پایین می‌آیند تا روستاییان را بترسانند. ناماهاگه در گروه‌های کوچک دو یا سه نفره رژه می‌روند و از دری به در دیگر بین خانه‌های مردم می‌روند و با تلفظ و لهجهٔ گویش محلی با فریاد زدن عباراتی مانند «آیا بچه ننه‌هایی این اطراف هستند؟»? (泣く子はいねがぁ Nakuko wa inee gā?) یا «آیا بچه‌های شیطونی این اطراف هستند؟» (悪い子はいねえか Waruiko wa inee ka?) کودکانی را که ممکن است به خاطر تنبلی یا رفتار بد مقصر باشند، سرزنش می‌کنند. با وجود ظاهر و رفتار وحشیانه، آن‌ها در واقع یوکای‌های خیرخواهی هستند. آن‌ها به عنوان پیام‌آوران ایزدان از کوه نازل می‌شوند تا کسانی را که تنبل یا شرور بوده‌اند، هشدار دهند و تنبیه کنند.